# Paloh Kambuek
Paloh Kambuek is een bestuurslaag in het regentschap Pidie van de provincie Atjeh, Indonesië. Paloh Kambuek telt 568 inwoners (volkstelling 2010).